# A Flash of Lightning in the Dark of Night
A A Flash of Lightning in the Dark of Night – A Guide to the Bodhisattva's Way of Life (magyarul: Villámfény az éj sötétjében – útmutató a bodhiszattva életmódjához) című könyv a 14. dalai láma, Tendzin Gyaco nyugati emberek számára tartott egyhetes előadássorozatából készített könyv. A speciális, buddhista tartalmú előadássorozat helyszíne a franciaországi Dordogne volt.
A könyvnek nem jelent meg magyar nyelvű kiadása.

## Háttere és tartalma
A tibeti buddhizmusban a dalai lámára a bodhiszattva spirituális ideáljának megtestesüléseként tekintenek. A könyv a praktikus filozófia részletes kézikönyve, amely a mahájána buddhizmus ismert szövegére, Santidéva A bodhiszattva ösvény (Bodhicsarjavatára) című művére épül. A dalai láma elmagyarázza a szöveg értelmét a saját hétköznapi tapasztalatain keresztül, és rámutat, hogy bárki kifejlesztheti magában a bódhicsittát, azt a vágyat, hogy a többi érző lény javára érje el a megvilágosodást.
Az együttérzés a bódhiszattva legfőbb irányelve, ugyanis a bodhiszattvák arra tesznek fogadalmat, hogy azért akarják elérni a megvilágosodást, hogy megszabadítsanak minden érző lényt a szenvedéstől. Ehhez minden énközpontú gondolkodást hátra kell hagyniuk és csak mások jólétével kell törődniük. A bodhiszattva tudatának ellensége a vágy és a gyűlölet, fegyvere a nagylelkűség, a türelem, a kitartás és a bölcsesség.